# 垂花水塔花
垂花水塔花（学名：Billbergia nutans）为凤梨科水塔花属的植物。分布于巴西，生长于海拔200米至600米的地区，目前已由人工引种栽培。